# Provincia del Norte (Tolima)
La provincia del Norte es una de las seis regiones en que se subdivide el departamento colombiano del Tolima; está conformada por los siguientes municipios:
- Ambalema
- Armero
- Falan
- Fresno
- Honda
- Mariquita
- Palocabildo